# Hansel Camacho
Hansel Camacho Santos (Quibdó, 23 de junio de 1956) es un cantautor, compositor, director de salsa y actor colombiano. 

## Biografía
Hansel Camacho nació y vivió en el barrio La Yesquita en Quibdó, Chocó, en donde aprendió a tocar guitarra junto a su tío Ramón Gómez Santos. 
En su juventud Camacho fue destinado inicialmente a una carrera futbolística en el club América de Cali, pero luego se decidió por una carrera musical. 
En un concurso de canto en Quibdó ganó el premio de Oro Canalete. 
En 1985, firmó con el grupo Changó un contrato de grabación con Sony Music que se tituló "Pretenciosa", su primer éxito a nivel nacional e internacional. 
En la telenovela Amar y vivir Hansel Camacho recibió un breve papel que le hizo consciente al productor de televisión Carlos Mayolo, y motivó su aparición en 1989 en la exitosa serie Azúcar, una serie de televisión donde personifica la vida de un plantador en un ingenio azucarero en el Valle del Cauca. 
En 1998 tuvo una participación en los primeros capítulos de la telenovela Perro amor y en 2007 trabajó en la telenovela La hija del mariachi, donde personificaba a José, un mariachi que trabajaba en el bar El Maguey.
Como actor, Camacho ganó varios premios como el Simón Bolívar Precio, La Mejor Actor Revelación y La Mejor Música para Seriados. Camacho participó en otras series como La Mujer Doble, La potra Zaina y Señora Isabel. 
Durante este tiempo también tuvo su mayor Salsahit "Verdades", que en Colombia y en el extranjero fue un gran éxito. Entre sus mayores éxitos se incluyen "Gracias Amor (Por Los Bellos Momentos)", "Me coquetea", "Cuando Estoy Junto a Ti", "A Pesar de la Distancia" y "Fidelidad".

## Discografía
- Sin perder la fe
- A mi manera
- El sol brilla para todos
- Su historia musical
- Gracias a Dios